# Antíoc II Teos
Antíoc II Teos (grec antic: Ἀντίοχος Θεός; 286 aC-246 aC) va ser el rei selèucida de Síria del 261 aC al 246 aC. Era fill d'Antíoc I Soter i de la princesa Estratonice, filla de Demetri Poliorcetes.

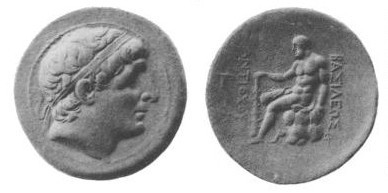
Moneda d'Antíoc II. La inscripció grega diu: ΒΑΣΙΛΕΩΣ ΑΝΤΙΟΧΟΥ (Basileus Antíoc)

Va succeir el seu pare Antíoc I Soter a la seva mort en la guerra contra els gàlates l'any 266 aC i llavors va fer la pau amb Pèrgam i amb Egipte sobre la base del manteniment dels territoris. La pau amb Egipte no va durar i la rebel·lió de Ptolemeu, governador de la Jònia Egípcia, instigada per Antíoc, va suposar el reinici de les hostilitats (260 aC). Els selèucides van recuperar Cilícia i la costa fenícia i van retornar la llibertat a les ciutats fenícies, especialment Arvad (259 aC) on va ser proclamat Gerostrat amb el seu fill Estrató. El 258 aC els selèucides van entrar a Efes, capital de la Jònia Egípcia, i a Milet, i van ocupar tota la regió; sembla que els ciutadans de Milet, agraïts per alliberar-los del tirà Timarc, van atorgar-li el sobrenom de Théos (Θεός 'Déu'). Antígon II Gònates de Macedònia, aliat als Selèucides, també va derrotar els egipcis en aigües de l'illa de Cos. Ptolemeu, el governador de Jònia, va ser finalment assassinat. Aquesta guerra, anomenada Segona Guerra de Síria, va acabar finalment amb un nou tractat de pau (255 aC), en virtut del qual, en un dels acords, Antíoc repudiaria a la seva dona Laodice (que era sa cosina germana) i es casaria amb Berenice, filla de Ptolemeu II d'Egipte, i el fill d'aquesta unió seria proclamat hereu passant per davant dels drets dels quatre fills de Laodice (Seleuc, Laodice, Estratonice i Antíoc conegut com a Antíoc Hierax); Egipte va renunciar a Jònia (incloses algunes illes), a Cilícia i a Celesíria.
El 252 aC Antíoc va repudiar a la seva muller segons allò pactat amb Egipte i el 251 aC es va casar amb Berenice. D'aquesta unió va néixer un infant, de nom desconegut.
El sàtrapa de Pàrtia Andràgores, va prendre el títol de rei l'any 256 aC o el 255 aC. També el sàtrapa de Bactriana Diòdot es va revoltar vers el 255 aC i es va fer independent amb títol reial. No gaire després, el 250 aC, els parnes van apoderar-se de Pàrtia. Andràgores va fugir i el cap dels parnes Arsaces I, es va proclamar rei.
El 246 aC, al morir Ptolemeu II Filadelf, Antíoc va canviar la seva decisió sobre la successió, va restaurar al seu fill gran, Seleuc, com a hereu i va desheretar al fill que havia tingut amb Berenice. Antíoc va deixar a la seva dona Berenice a Antioquia i se'n va anar a Àsia Menor, a Efes, on va tornar a viure amb Laodice (agost del 246 aC), que probablement el va enverinar. Probablement enterrat a Belevi. Seleuc II Cal·línic va ser proclamat rei. A Antioquia soldats addictes a Laodice van matar el fill de Berenice. Aquesta va demanar ajut al seu germà Ptolemeu III Evèrgetes I, però també va morir assassinada, abans que l'egipci inicies les hostilitats (la Tercera Guerra Síria).